# Basilica della Madonna di Katapoliani

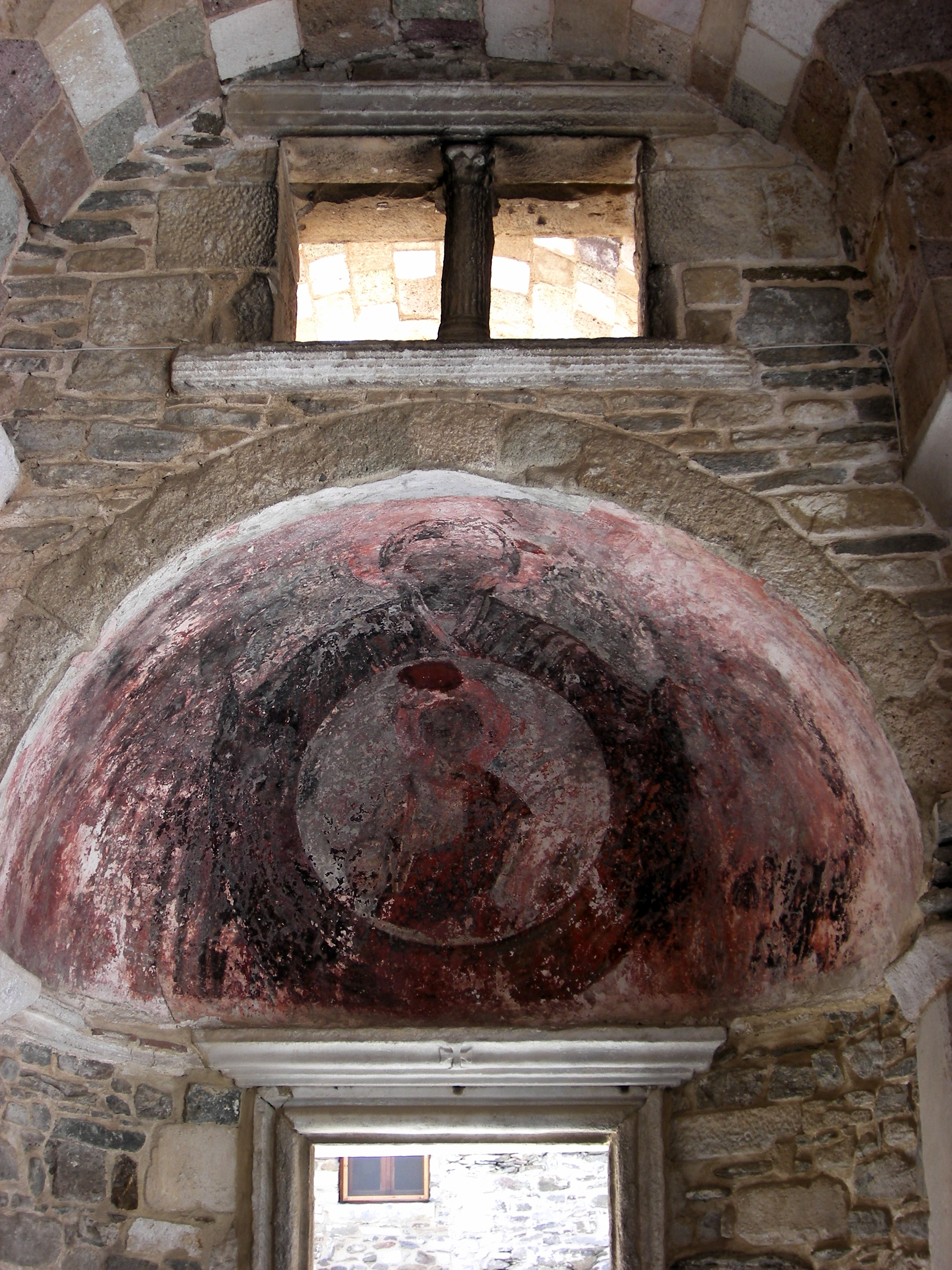
Interno della basilica

La basilica della Madonna di Katapoliani (in greco: Παναγία Καταπολιανή) si trova a Paroikia, porto e città principale di Paros. La parte più antica del complesso è la cappella di San Nicola e risale al 313-326, anche il battistero risale al IV secolo, mentre l'edificio principale risale al VI secolo. All'interno vi sono numerosi mosaici risalenti al VI ed al VII secolo.

## Storia
Secondo una leggenda, la chiesa fu fondata da Elena, la madre dell'imperatore romano Costantino, quando si fermò sull'isola durante il suo pellegrinaggio in Terra Santa. Secondo invece la tradizione storica, fu costruita durante il regno dell'imperatore bizantino Giustiniano da Isidoro, uno degli architetti di Santa Sofia.
In effetti i primi edifici ecclesiastici su questo sito sono già attestati per il IV secolo d.C. Dopo che alcune parti degli edifici precedenti erano state distrutte - probabilmente da un incendio - la chiesa fu ricostruita durante il regno di Giustiniano II nella forma visibile oggi.
Il complesso fu gravemente danneggiato da un terremoto nel XVIII secolo, ma fu gradualmente restaurato.
L'origine del nome della chiesa non è chiara. Una teoria è che potrebbe essere una corruzione del nome Katapoliani, che si traduce approssimativamente come "quello di fronte alla città" e descrive la posizione del complesso di fronte alla città vecchia di Paroikia.

## Descrizione
Il complesso consiste nella chiesa principale, due ulteriori cappelle annesse e un battistero con una fonte battesimale cruciforme.
Una caratteristica speciale è il fonte battesimale di marmo nell'ex battistero. Nella chiesa complessa ci sono piccole cappelle dedicate ai due santi Cosa e Damiano e al santo locale dell'isola, San Theoktisti.